# Theope villai
Theope villai is een vlindersoort uit de familie van de prachtvlinders (Riodinidae), onderfamilie Riodininae.
Theope villai werd in 1981 beschreven door Beutelspacher.